# جانسل إلتشين
جانسَل إلتشين (بالتركية: Cansel Elçin)‏ ولد في إزمير، تركيا 20 ستمبر 1973؛ هو ممثل أفلام عاش في باريس منذ أن كان طفلا في التاسعة من عمره. وأكمل دراسته في مدرسة Lycee Racine، ثم بدأ دراسته الجامعية في مجال الاقتصاد والعلوم السياسية تنفيذا لطلب العائلة وذلك حتى يتابع أعمال العائلة التجارية، مما أدى إلى تورطه في هذا المجال الذي لا يحبه.
غير أنه فكر في اللجوء إلى احتراف هوايته أخذ بعض الدروس للتمثيل في معهد École florante الذي يدرس فيه بعض المشاهير أمثال إيزابيل ادجاني، وصوفي مارسو وجيرارد ديبارديه. وبعد أن أنهى دراسته قام بأداء بعد الأدوار على بعض المسارح في باريس وشارك في بعض الإعلانات التجارية والأفلام.
وفي عام 1999 قابل فيرزان أوزبتك فشاركه البطولة في فيلمه "Harem suare"، ثم تقابل مع المخرجة المشهورة تومريس جيرتل أوغلو وعمل معها في المسلسل Kirik Kanatlar. في 4 يوليو 2012 تزوج جانسل من حبيبته بينار.
له رصيد 9 أفلام سينمائية هي:
- 120 في عام 2008
- Küçük Kıyamet في عام 2006
- L'équilibre de la Terreur وترجمته بالعربية «توازن الرعب» في عام 2004
- Tu vas rire mais je te quıtte في عام 2004
- À plus Pollux في عام 2002
- L'art (délicat) de la séductıon في عام 2001
- Le cœur à l'ouvrage أو «القلب للعمل» في عام 1999
- Le dernier Harem في عام 1998
- Irma Vep في عام 1997
- كما قدم بعض الأفلام التلفزيونية منها:

Navarro–Une femme aux Abois أو «نافارو- امرأة محاصرة» في عام 2004
- La Crim' في عام 2002
- Route de nuit أو «الطريق ليلا» في عام 1999

و له العدد من المسلسلات وهم:
- Kötü Yol «طريق الشر» في عام 2012
- Yalancı Bahar «الربيع الكاذب» في عام 2011
- Gönülçelen «خاطفة القلب» في عام 2010
- Cennetin Çocukları «أطفال السماء» في عام 2008
- Hatirla sevgili «تذكر يا عزيزي» في عام 2006
- Kirik kanatlar «الاجنحة المنكسرة» في عام 2006 ياسمين 2013
- Barbaros Hayreddin : Sultanın Fermanı«خير الدين بربروس: مرسوم السلطان» في عام 2023

وبعض العروض المسرحية أمثال:
- La salle d'eau في عام 2002
- Silence complice في عام 2001
- Appelez-moi chef!" ou "Cellule 118 استمر عرضه من عام 1997 إلى 2001
- American Buffalo في عام 1996

## وصلات خارجية
- جانسل إلتشين على موقع IMDb (الإنجليزية)
- جانسل إلتشين على موقع قاعدة بيانات الأفلام العربية
- جانسل إلتشين على موقع ألو سيني (الفرنسية)
- جانسل إلتشين على موقع قاعدة بيانات الفيلم (الإنجليزية)
- جانسل إلتشين على موقع كينوبويسك (الروسية)